# タマガヤツリ
タマガヤツリ Cyperus difforis L. は、ごく普通な中型のカヤツリグサ属の植物の一つ。湿地に生え、全体に柔らかい。くす玉のような穂をつける。

## 特徴
一年草で、地下茎はなく、少数の花茎が束になった姿で生じる。全体に無毛、みずみずしくて柔らかい草である。草丈は25-60cmになるから、カヤツリグサ属としては中型からやや大きくなる部類である。ただし水田などでもっと小さな姿で熟しているものも見かける。
根出葉は少数出て、幅2-5mm、すらりと真っ直ぐに伸び、花茎ほど高くはならない。花茎は直立するが、カヤツリグサなどに比べてもはるかに柔らかく、指先でつぶせる。根本の鞘は紫を帯びる。
花序は花茎の先端に一つだけつく。穂の単位は軸に小穂が並んだ形であるが、軸がごく短縮しているので、全体は丸っこいくす玉のように見える。ただしぎっしりと集まっていると言うわけではなく、手に取ってみると根本に結構隙間があって、植物体の柔らかさもあり、軽くふくらんだような感じが独特である。このような塊が花茎の先端に数個集まり、またさらに枝を出してその先にもつく。花序の下には数枚の葉状の苞葉があり、長さはバラバラだが、一番長いものは花序の枝よりずっと長い。苞葉は比較的真っ直ぐ水平に近く伸びる。
小穂は線形、長さ3-10mm、幅1mmと小さく、暗紫褐色を帯びる。個々の鱗片ではその竜骨が黄緑なので、全体では暗紫褐色のものに緑の縁取りがあるように見え、花序全体の色合いを複雑に見せている。
鱗片は倒卵形で長さ0.5mm、果実は鱗片とほぼ同長。これはカヤツリグサ属ではかなり小さい方である。

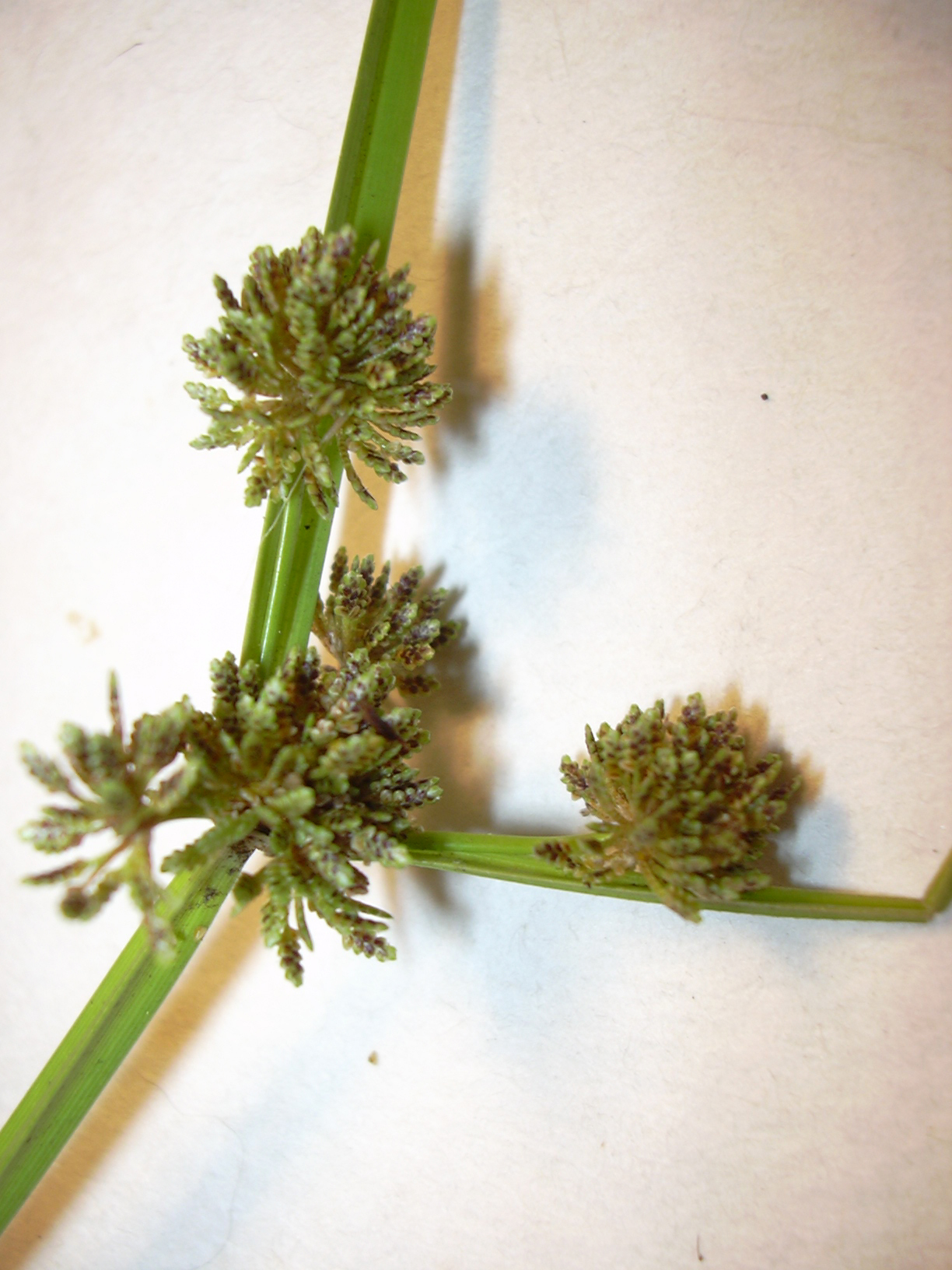
花序の拡大

## 生育環境
湿地に生え、よく水田にも出現する。根元が半ば水に浸ったような状態で見られることが多い。

## 分布
日本ではほぼ全土に見られ、世界的にもほぼ全世界の熱帯から暖温帯に分布する。

## 近縁種等
小穂が頭状に集まるものとしては、シロガヤツリがあるが、小穂の鱗片は黒っぽくならない。メリケンガヤツリ、カワラスガナは小穂が大きく幅広い。他にアオガヤツリ、ヒメクグも小穂が頭状に集まるもので、別属ではヒンジガヤツリ等も似て見えるが、いずれもずっと小型である。いずれにしても、タマガヤツリはこれらより柔らかい植物体を持ち、印象が独特である。

## 利害
水田雑草であるが、さほどはびこるものではない。